# Natas Kaupas
Natas Kaupas (1969) é um skatista profissional lituano semi-aposentado, mais conhecido por divulgar a manobra kickflip, inventada no flatland por Rodney Mullen para as ruas.
Foi o primeiro skatista a realizar a manobra "wallride" em uma parede de 90º e também criou a manobra "natas spin". Natas trabalhou na Element skateboards e na Quiksilver como designer.